# Аделчис (Беневенто)
Вижте пояснителната страница за други личности с името Аделчис.
Аделчис (на италиански: Adelchi; на латински: Adelchis, † убит 878) e лангобардски княз на Беневенто през 854 – 878 г.

## Биография
Той е син на Раделчис I и Каретруда.
През 851 г. по-големият му брат Раделгар поема управлението на Херцогство Беневенто. През 854 г. Аделчис последва брат си, понеже племенникът му Вайфер (878 – 881) е още много млад. Аделчис е обявен за враг на Рим, понеже планувал да се съюзи с Византийската империя. През 878 г. е убит.

## Фамилия
Аделчис се жени за Аделтруда. Те имат децата:
- Раделчис II († 900), принц на Беневенто (881 – 884 и 897 – 900).
- Майо († 884)
- Магенулф († 863)
- Айулф II (Айо), принц на Беневенто (884 – 891)
- Ладечис († май 885)
- Агелтруда († 27 август 923), императрица на Свещената Римска империя и кралица на Италия, съпруга на Гуидо Сполетски и майка на Ламберт Сполетски.